# Omnia mea mecum porto
Все своє ношу з собою (лат. Omnia mea mecum porto) — досить поширений вислів Цицерона. Спочатку сенс крилатої фрази полягав у тому, що справжнє багатство людини — духовне багатство та знання.
Цей вислів Цицерон приписує одному з семи мудреців Біанту (590—530 до н. е.). Він був сказаний, коли його рідне місто Прієна було захоплене персами. Недруг дозволив мешканцям покинути місто. Грекам було дозволено взяти з собою будь-які речі, але за умови, що вони не будуть використовувати повозки, коней, буйволів і іншу тягову силу. І мешканці рятувались втечею, забираючи з собою свої скарби. Позаду них спокійно йшов мудрець з пустими руками. Один з персів запитав його: «Де твої речі? Ти прожив таке довге життя і не назбирав багатства?», на що мудрець, вказавши палкою, відповів: «Omnia mea mecum porto».
Афоризм Біанта лаконічно передає таку думку: справжньою власністю людини може бути лише те, що людина має всередині. Ця ідея стала однією з головних в філософії кініків і стоїків. У кініків зневага матеріальним світом стає самоціллю і набуває часом гіпертрофованих форм: "Побачивши одного разу, як хлопчик пив воду з жмені, він викинув з суми свою чашку, промовивши: «Хлопчик перевершив мене простотою життя». Він викинув і миску, коли побачив хлопчика, який, розбивши свою миску, їв сочевичну юшку зі шматка виїденого хліба "(Діоген Лаертський. Про життя, навчаннях і висловах знаменитих філософів. Кн. 6, 2). Характерно, що Платон назвав Діогена з Синопа «Сократом, що з'їхав з глузду».
Стоїки створили ідеал мудреця, байдужого до всього зовнішнього і гордого своєю внутрішньою свободою. «Дивись на все людське як на швидкоплинне і короткочасне: те, що було вчора ще в зародку, завтра вже мумія або прах. Отже, проведи той момент часу в злагоді з природою, а потім розлучайся з життям так само легко, як падає дозріла олива — прославляючи природу, яка її породила, і з вдячністю до дерева, що його створило»(Марк Аврелій. Наодинці з собою. Кн. 4, 48).
Відповідно до альтернативної версії походження фрази Omnia mea mecum porto, правитель Македонії Деметрій I Поліоркет, захопивши Мегари, розпорядився охороняти будинок філософа Стільпона і повернути йому пограбоване добро; але коли він запитав у Стільпона про збитки, той відповів, що збитків не було: виховання у нього ніхто не забрав і знання його і розум залишилися при ньому.